# Hemi-elytrum
Het hemi-elytrum is de deels verharde voorvleugel van een wants. Het hemi-elytrum is te vergelijken met het elytrum van de kevers, maar bij deze groep is de gehele voorvleugel verhard. Het hemi-elytrum bestaat uit een verhard deel (nummers 3 - 5) en een vliesachtig membraan, aangegeven met een 6. 
Links de voorvleugel van een blindwants, met de naamgeving van de verschillende onderdelen. Het membraan, de cuneus, de clavus en het Corium